# Morte a Khamenei
Morte a Khamenei (مرگ بر خامنه‌ای; Marg bar Khamenei) è uno slogan politico in Iran che fu gridato per la prima volta durante le proteste per le elezioni presidenziali iraniane del 2009.
Lo slogan è usato come una forte espressione contro la Guida Suprema dell'Iran e contro la Repubblica Islamica dell'Iran, specialmente durante le proteste, poiché i manifestanti ritengono Khamenei personalmente responsabile delle repressioni violente.
Durante la guerra Iran-Israele (2025), molti iraniani gridarono slogan di protesta, in particolare «Morte a Khamenei», per esprimere insoddisfazione verso la situazione del paese. Questo slogan, apparso per la prima volta nel 2009, tornò a diffondersi ampiamente tra i manifestanti. Molti cittadini lo gridavano ogni sera alle 20:00 dai balconi e dalle finestre.